# Edwin Dutton
Edwin Dutton (ur. 8 kwietnia 1890 w Mittelwalde), zm. 24 maja 1972 w Londynie) – piłkarz niemiecko-brytyjski, trener i działacz piłkarski, więzień obozu dla internowanych.

## Życiorys
Był synem Brytyjczyka Paula Duttona, propagatora piłki nożnej i krykieta na terenie Niemiec, zwłaszcza w Berlinie i we Wrocławiu. Uczęszczał do szkół w Berlinie. Grał amatorsko jako prawoskrzydłowy w zespołach „Britannia Berlin 92” (1907–1909, 1910–1912) i „BFC Preussen” (1909–1910). 4 kwietnia 1909 roku zadebiutował w drużynie narodowej Niemiec w meczu z Węgrami zakończonym wynikiem remisowym (3:3). Był to jedyny mecz Duttona w barwach Niemiec. W roku 1913 zagrał w reprezentacji Berlina w meczu piłkarskim przeciw reprezentacji Paryża. Po wybuchu I wojny światowej Dutton jako obywatel brytyjski został internowany w Ruhleben. Tam wraz z innymi internowanymi sportowcami zorganizował amatorskie rozgrywki piłkarskie (ok. 1000 meczów w latach 1914–1918). Po wojnie Dutton osiedlił do Anglii. Grał w Newcastle United (1918–1924), potem ponownie powrócił do Niemiec, gdzie reprezentował barwy „Stuttgarter Kickers” (1924–1926). Po zakończeniu kariery był wieloletnim działaczem i trenerem sportowym. Prowadził m.in. klub Ipswich Town (w latach 1926–1927) i zespoły z niższych lig rozgrywkowych. Przed pierwszą wojną światową często odwiedzał Kotlinę Kłodzką.